# Холчук (сумон)
Сумон Холчук — административно-территориальная единица (сумон) и муниципальное образование со статусом сельского поселения в Чеди-Хольском кожууне Тывы Российской Федерации.
Административный центр и единственный населённый пункт сумона — село Холчук.

## Население
| 2017 | 2018 |
| ---- | ---- |
| 228  | ↗235 |